# Bakırtaş, Şanlıurfa
Bakırtaş là một xã thuộc thành phố Şanlıurfa, tỉnh Şanlıurfa, Thổ Nhĩ Kỳ. Dân số thời điểm năm 2011 là 1.354 người.